# وان تشي كيونغ
وان تشي كيونغ (بالصينية: 尹志強) هو لاعب كرة قدم ورجل أعمال ومدرب كرة قدم صيني في مركز الهجوم، ولد في 1 مايو 1956 في هونغ كونغ في الصين، وتوفي بنفس المكان في 16 فبراير 2010 بسبب سرطان المريء. شارك مع منتخب هونغ كونغ تحت 23 سنة لكرة القدم ومنتخب هونغ كونغ لكرة القدم. أما مع النوادي، فقد لعب مع نادي جنوب الصين.

## وصلات خارجية
- وان تشي كيونغ على موقع IMDb (الإنجليزية)
- وان تشي كيونغ على موقع قاعدة بيانات الفيلم (الإنجليزية)